# زنگ‌های کلیسای مریم مقدس
زنگ‌های کلیسای مریم مقدس (انگلیسی: The Bells of St. Mary's) فیلمی در ژانر درام به کارگردانی لئو مک‌کری است که در سال ۱۹۴۵ منتشر شد.

## بازیگران
- بینگ کرازبی
- اینگرید برگمن
- هنری تراورز
- ویلیام گارگان
- اونا اوکانر
- مارتا اسلیپر
- رایس ویلیامز
- ریچارد تایلر